# 전인혁
전인혁은(1980년 2월 2일 ~) 대한민국의 가수이자 기타리스트이다.

## 음반 활동

### 정규 음반
- 1999년 야다 1집 《Wear To Healing YADA》
- 2000년 야다 2집 《Restructure》
- 2003년 야다 3집 《Aquamarine》
- 2005년 플라워 4집 《Flower 4th》

### 싱글 앨범
- 2006년 야다 스페셜 앨범 - 《Special Story》
- 2010년 전인혁 싱글 앨범 - 《이미 슬픈 사랑》
- 2011년 전인혁 싱글 앨범 - 《듣고 있니...》
- 2012년 전인혁 싱글 앨범 - 《눈물이었다》
- 2015년 불후의 명곡 - 전설을 노래하다 (이장희 2편) 중 《비의 나그네》
- 2016년 전인혁BAND 싱글 앨범 - 《First Single》